# Edin Hodžić (Biathlet)
Edin Hodžić (* 4. Februar 1986 in Sjenica) ist ein ehemaliger serbischer Biathlet und Skilangläufer.
Edin Hodžić startet für SK Jelenak und wird von Tihomir Milosavljević trainiert. Der Student debütierte 2002 in Obertilliach im Junioren-Europacup. Beim einzigen Rennen bei den Junioren-Europameisterschaften 2003 in Forni Avoltri kam er nicht ins Ziel. An selber Stelle nahm er im Sommer an den Junioren-Sommerbiathlon-Weltmeisterschaften teil und erreichte dort Ergebnisse in den 30er-Rängen. Bei den Junioren-Weltmeisterschaften 2004 in Haute-Maurienne war Hodžić's bestes Ergebnis ein 69. Platz im Einzel. 2007 trat er noch einmal in Martell an einer Junioren-WM an und erreichte als bestes Resultat einen 67. Platz im Sprint.
Zum Ende der Saison 2005/06 debütierte Hodžić in Martell bei einem Biathlon-Europacup-Rennen im Herren-Bereich. In Langdorf trat er bei den Biathlon-Europameisterschaften 2006 an, beendete aber weder das Einzel noch den Sprint. Auch ein Jahr später kam er im Einzel von Bansko nicht ins Ziel. Anders 2008 in Nové Město na Moravě, als Hodžić 70. des Sprints und 74. des Einzels wurde. Ohne bis dahin in Weltcup-Rennen eingesetzt worden zu sein, wurde der Serbe bei den Biathlon-Weltmeisterschaften 2009 in Pyeongchang in drei Rennen eingesetzt. Im Einzel kam er auf den 116., im Sprint auf den 104. Platz. Mit Damir Rastić, Milanko Petrović und Nikola Jeremić erreichte er im Staffelrennen den 26. Rang. Zum Auftakt der Saison 2010/11 erreichte Hodžić in Östersund als 95. eines Einzels sein bisher bestes Weltcup-Resultat und zugleich sein erstes zweistelliges Ergebnis.
Neben Biathlon betreibt Hodžić auch Skilanglauf. Seit 2003 nimmt er immer wieder an nationalen und internationalen Wettkämpfen teil. Zunächst trat er vor allem bei FIS-Rennen, später im Balkan Cup an und erreichte nicht selten einstellige Ergebnisse. Die Teilnahmen an den Winter-Universiaden 2005- und 2007 brachten keine nennenswerten Ergebnisse. Bei den nationalen Meisterschaften 2008 in Kruševo gewann er im 5-Kilometer-Rennen Bronze, im 10-Kilometer-Rennen wurde er Sechster.

## Weltcupstatistik
Die Tabelle zeigt alle Platzierungen (je nach Austragungsjahr einschließlich Olympische Spiele und Weltmeisterschaften).
- 1.–3. Platz: Anzahl der Podiumsplatzierungen
- Top 10: Anzahl der Platzierungen unter den ersten zehn (einschließlich Podium)
- Punkteränge: Anzahl der Platzierungen innerhalb der Punkteränge (einschließlich Podium und Top 10)
- Starts: Anzahl gelaufener Rennen in der jeweiligen Disziplin

| Platzierung         | Einzel | Sprint | Verfolgung | Massenstart | Staffel | Gesamt |
| ------------------- | ------ | ------ | ---------- | ----------- | ------- | ------ |
| 1. Platz            |        |        |            |             |         |        |
| 2. Platz            |        |        |            |             |         |        |
| 3. Platz            |        |        |            |             |         |        |
| Top 10              |        |        |            |             |         |        |
| Punkteränge         |        |        |            |             | 15      | 15     |
| Starts              | 13     | 22     |            |             | 15      | 50     |
| Stand: Karriereende |        |        |            |             |         |        |